# Fall To Grace
Fall to Grace es el segundo álbum de estudio de la cantante británica Paloma Faith. Fue lanzado el 28 de mayo de 2012 por RCA. El primer sencillo del álbum «Picking Up The Pieces», fue promocionado el 12 de abril de 2012 en la radio BBC1 y será lanzado el 20 de mayo como primer sencillo oficial, también salió un sencillo acústico del tema «Black & Blue», que puede ser escuchado en Amazon, las previas al disco han dado críticas muy buenas con respecto al disco, el videoclip de Picking Up The Pieces fue todo un éxito.

## Lista de canciones
| Standard edition |                         |               |          |  |
| N.º              | Título                  | Productores   | Duración |  |
| 1.               | «Picking Up the Pieces» | Nellee Hooper | 4:04     |  |
| 2.               | «30 Minute Love Affair» |               | 3:19     |  |
| 3.               | «Black & Blue»          |               | 4:02     |  |
| 4.               | «Just Be»               |               | 4:37     |  |
| 5.               | «Let Me Down Easy»      |               | 2:47     |  |
| 6.               | «Blood, Sweat & Tears»  |               | 4:18     |  |
| 7.               | «Beauty of the End»     |               | 3:22     |  |
| 8.               | «When You're Gone»      |               | 4:15     |  |
| 9.               | «Agony»                 |               | 3:11     |  |
| 10.              | «Let Your Love Walk In» |               | 4:23     |  |
| 11.              | «Freedom»               |               | 3:20     |  |
| 12.              | «Streets of Glory»      |               | 3:19     |  |